# Breda Mod. 40

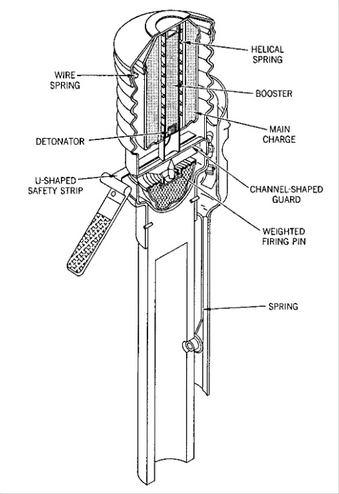
Componenti della granata Breda Mod. 40

La Breda mod. 40 fu una granata adottata dal regio esercito nel corso della seconda guerra mondiale.

## Storia
Entrata in servizio nel 1940, la Breda Mod. 40, affiancò insieme alla SRCM Mod. 35 alla OTO Mod. 35 e alla progenitrice Breda Mod. 35 il parco bombe con cui il Regio Esercito affrontò la seconda guerra mondiale. È una bomba a mano di tipo offensivo, costituita da un corpo bomba di alluminio di forma cilindrica con le due estremità tronco-coniche, verniciato di rosso, è caricato con 63 grammi di tritolo-binitronaftalina che al momento dell'esplosione proietta schegge in un raggio di 10 metri.

## Descrizione
La bomba è costituita da una normale Breda Mod. 35 con la parte superiore del corpo bomba che si prolunga in un manico di legno o bachelite, nello stile delle bombe tedesche. La lunghezza totale dell'ordigno passa quindi a 241 mm. La cuffia della sicura è sostituita da una cucchiaia che al momento del rilascio dell'impugnatura, viene svincolata da una molla e si sgancia in volo. Il corpo bomba infine è in acciaio invece che in alluminio. Da questa versione fu sviluppata la Breda Mod. 42 controcarro.

## Uso Operativo
Il funzionamento avveniva in questo modo: tolta la sicurezza ordinaria dalla spoletta, la cucchiaia della sicurezza automatica si staccava dalla bomba, sia per gravità che sotto l'azione di una molla; il traversino, trascinato dal peso della cuffia, veniva quindi sfilato dal proprio alloggiamento. Ciò si verificava tra i primi 3–5 m. della traiettoria, dopo di che la spoletta, in quanto capsula e percussore erano tenuti distanziati soltanto dalla molla antagonista, era in condizioni di funzionare all'urto contro qualsiasi cosa resistente e di conseguenza di provocare la deflagrazione della carica supplementare contenuta nella sfera.